# Campionat del Món de velocitat per equips femení
El Campionat del món de velocitat per equips femenins és el campionat del món de Velocitat per equips organitzat anualment per l'UCI, dins els Campionats del Món de Ciclisme en pista,
Es porta disputant des del 2007 i l'equip d'Austràlia és el que té més victòries amb 3.

## Pòdiums de les Guanyadores
| Proves | Or                                              | Plata                                             | Bronze                                            |
| 2007   | Regne Unit · Victoria Pendleton · Shanaze Reade | Països Baixos · Yvonne Hijgenaar · Willy Kanis    | Austràlia · Kristine Bayley · Anna Meares         |
| 2008   | Regne Unit · Victoria Pendleton · Shanaze Reade | R.P. de la Xina · Gong Jinjie · Zheng Lulu        | Alemanya · Dana Glöss · Miriam Welte              |
| 2009   | Austràlia · Kaarle McCulloch · Anna Meares      | Regne Unit · Victoria Pendleton · Shanaze Reade   | Lituània · Gintarė Gaivenytė · Simona Krupeckaitė |
| 2010   | Austràlia · Kaarle McCulloch · Anna Meares      | R.P. de la Xina · Gong Jinjie · Junhong Lin       | Lituània · Gintarė Gaivenytė · Simona Krupeckaitė |
| 2011   | Austràlia · Kaarle McCulloch · Anna Meares      | Regne Unit · Victoria Pendleton · Jessica Varnish | R.P. de la Xina · Gong Jinjie · Guo Shuang        |
| 2012   | Alemanya · Miriam Welte · Kristina Vogel        | Austràlia · Kaarle McCulloch · Anna Meares        | R.P. de la Xina · Gong Jinjie · Guo Shuang        |
| 2013   | Alemanya · Miriam Welte · Kristina Vogel        | R.P. de la Xina · Gong Jinjie · Guo Shuang        | Regne Unit · Rebecca James · Victoria Williamson  |
| 2014   | Alemanya · Miriam Welte · Kristina Vogel        | R.P. de la Xina · Lin Junhong · Zhong Tianshi     | Regne Unit · Rebecca James · Jessica Varnish      |
| 2015   | R.P. de la Xina · Gong Jinjie · Zhong Tianshi   | Rússia · Dària Xmeliova · Anastassia Vóinova      | Austràlia · Kaarle McCulloch · Anna Meares        |
| 2016   | Rússia · Dària Xmeliova · Anastassia Vóinova    | R.P. de la Xina · Gong Jinjie · Zhong Tianshi     | Alemanya · Miriam Welte · Kristina Vogel          |
| 2017   | Rússia · Dària Xmeliova · Anastassia Vóinova    | Austràlia · Kaarle McCulloch · Stephanie Morton   | Alemanya · Miriam Welte · Kristina Vogel          |